# 克利斯要塞

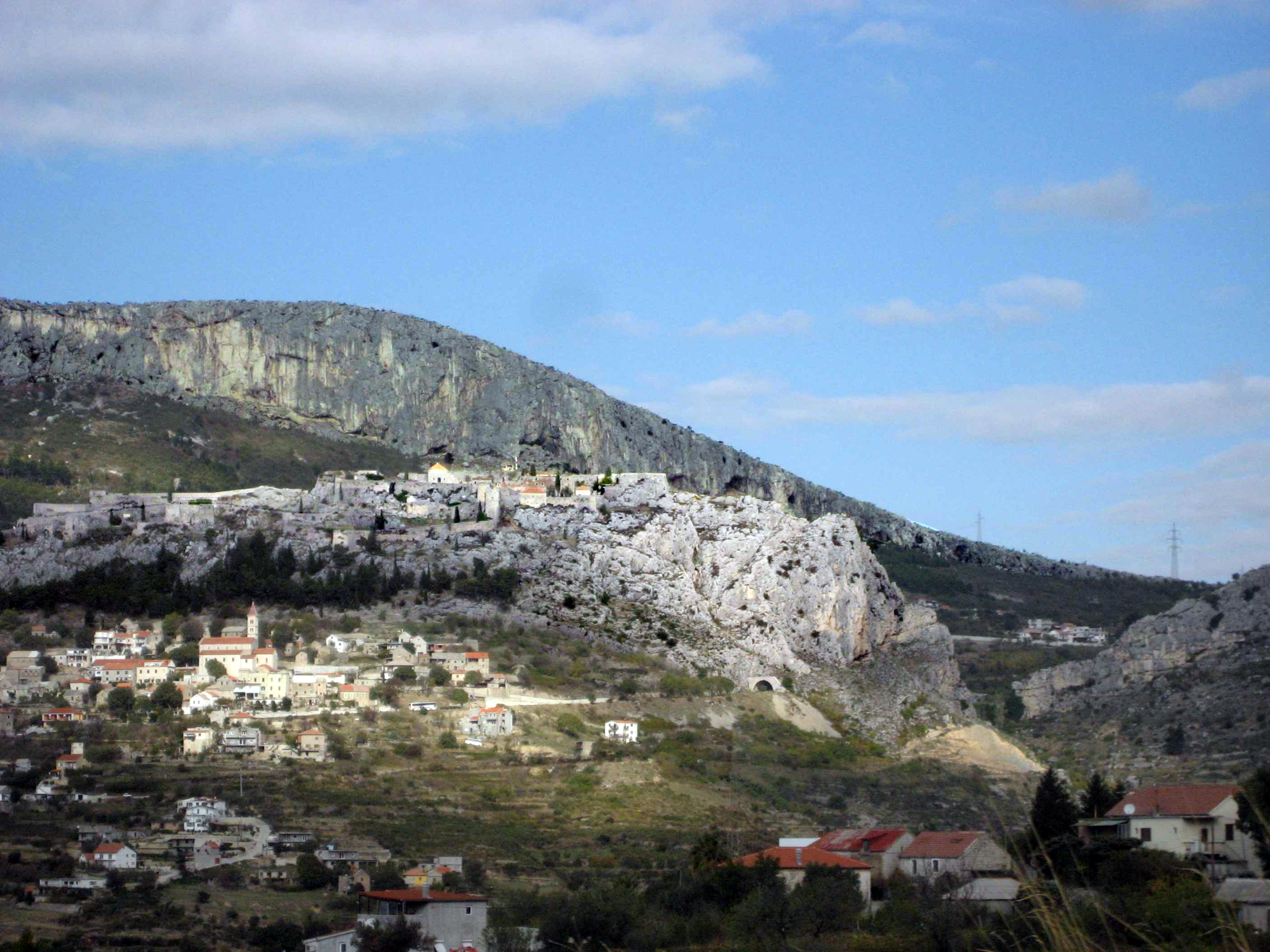
庫利斯要塞

庫利斯要塞是克羅埃西亞的一座要塞建築，位於達爾馬提亞中部城市斯普利特郊外，站在该城堡上，可以俯瞰下面的古罗马遗址Solina城。庫利斯要塞起源於古代伊利里亞時期的一個小堡壘，13世纪匈牙利王室为躲避蒙古人的入侵曾短期来此。土耳其人占领巴尔干地区后，也在这里驻军，与驻守斯普利特的威尼斯共和国军队对峙约100年。庫利斯要塞是達爾馬提亞主要的防禦工事之一，是連接地中海和巴爾幹後方的要道。
这里也是美剧《权力的游戏》的取景地，很多游客因此慕名而来。

## 外部連結
- Historical Unit Kliški uskoci（页面存档备份，存于）
- Musulin, Nedjeljko.  [Klis fortress, the largest museum in the open, more accessible to tourists - Uskoci of Klis guard the roads of Dalmatia once again] (PDF). Vjesnik. 2009-11-04  [2011-03-13]. （原始内容 (PDF)存档于2011-07-21） （克罗地亚语）.
- Webcam from top of the Klis fortress（页面存档备份，存于）